# Farid-Éric Bernard
Farid-Éric Bernard est un acteur français né le 18 avril 1982 à Paris.

## Biographie
En 2011, il intègre l’Atelier international de théâtre de Blanche Salant et Paul Weaver.
Après des débuts à la télévision, auprès d'Éric Métayer, dans un épisode de la série Les Monos en 2003, il enchaîne les rôles au petit écran avec Charlotte de Turckheim, Astrid Veillon ou Yves Rénier.
Il joue également dans plusieurs longs métrages : Voie rapide (2011) de Christophe Sahr avec Johan Libereau et Christa Theret, et surtout 11.6 (2012) de Philippe Godeau, auprès de François Cluzet, Bouli Lanners, Corinne Masiero et Karim Leklou.
En 2018, il apparaît dans Candice Renoir, réalisé par Raphaël Lenglet, avec Cécile Bois et Section de recherches sur TF1 réalisé par Christophe Pidoux.
Étape importante au cinéma en 2018, dans Sauvage de Camille Vidal-Naquet aux côtés de Félix Maritaud, il interprète le personnage de Ahd. Ce film sur l'univers de la prostitution masculine est présenté à la Semaine de la critique, durant le Festival de Cannes 2018, et concourt à la Caméra d'or et à la Queer Palm. Sauvage est également en compétition au Festival d’Angoulême 2018.
Il écrit avec Louis-Charles Sirjaq et Philippe Bénard le scénario du projet de long métrage Nourredine.

## Filmographie

### Cinéma

#### Longs métrages
- 2011 : Voie rapide de Christophe Sahr : Sélim
- 2013 : 11,6 de Philippe Godeau : Nabil
- 2018 : Sauvage de Camille Vidal-Naquet : Ahd
- 2020 : L'Homme du président (남산의 부장들, Namsanui bujangdeul) de Woo Min-ho : l'homme de main français

#### Courts et moyens métrages
- 2008 : Contact de Christophe Rodriguez : un copain de David
- 2010 : Chasse à l'homme de Stéphane Olijnyk : l'homme chassé
- 2012 : Sauve-toi de Thierry Benamari : Sylvain
- 2021 : Paroles, paroles de Franck Villette : l'homme musclé

### Télévision

#### Séries télévisées
- 2002 : Les Monos, saison 1, épisode 9 Jamais prêts de Williams Crépin : Pico
- 2003 : Quai n°1, 1 épisode 24h Gare du Nord de Patrick Jamain : Samir
- 2003-2004 : Madame le Proviseur, épisodes 11, Mon meilleur ennemi, et 12, La Cicatrice d'Alain Bonnot : Momo
- 2006 : Diane, femme flic, saison 4, épisode 3 Mauvaise pente de Marc Angelo : le lieutenant Sami
- 2007 : Commissaire Moulin, saison 8, épisode 3 La Dernière affaire d'Yves Rénier
- 2017 : Section de recherches, saison 11, épisode 13 Mon ange d'Alexandre Pidoux : Anthony Parrot
- 2018 : Candice Renoir, saison 6, épisode 1 Il faut souffrir pour être beau de Raphaël Lenglet : Rachid Berkaoui
- 2022 : Plus belle la vie, saison 19, épisodes 44 et 50 : Pascal Marchadour